# Vocal semicerrada central no redondeada
La vocal semicerrada central no redondeada (escucharⓘ) es un tipo de sonido vocálico usado en ciertas lenguas habladas. El símbolo del Alfabeto Fonético Internacional que representa este sonido es ɘ. Se trata de una letra e reflejada y no debe confundirse con la schwa ə, una letra e invertida. Este símbolo puede usarse con un diacrítico de abertura [ɘ̞], para referirse a una vocal intermedia central no redondeada.

## Rasgos
- Su abertura es semicerrada, lo que significa que la lengua se sitúa entre una vocal cerrada y una vocal intermedia.
- Su localización vocálica es central, lo que significa que la lengua se sitúa entre una vocal anterior y una vocal posterior.
- Se trata de una vocal no redondeada, lo que significa que los labios no se abocinan al pronunciarla.

## Ejemplos
| Lengua | Lengua                             | Término | AFI       | Traducción | Notas                                                                    |
| ------ | ---------------------------------- | ------- | --------- | ---------- | ------------------------------------------------------------------------ |
| Inglés | algunos dialectos de inglés sureño | n'u't   | [nɘt]     | 'nuez'     | En otros dialectos corresponde a /ʌ/. Ver Fonología del inglés.          |
| Inglés | Inglés de Nueva Zelanda            | fish    | [fɘʃ]     | 'pez'      |                                                                          |
| Paicî  | Paicî                              | [kɘ̄ɾɘ̄]  | [kɘ̄ɾɘ̄]    | 'araña'    |                                                                          |
| Ruso   | Ruso                               | солнце  | [ˈsont͡sɘ] | 'sol'      | Esto ocurre sólo en algunos hablantes tras /t͡s/. Ver Fonología del ruso. |